# Rhipidomys emiliae
Rhipidomys emiliae é uma espécie de roedor da família Cricetidae. Endêmica do Brasil, onde pode ser encontrada nos estados do Pará e Mato Grosso.